# Língua extinta

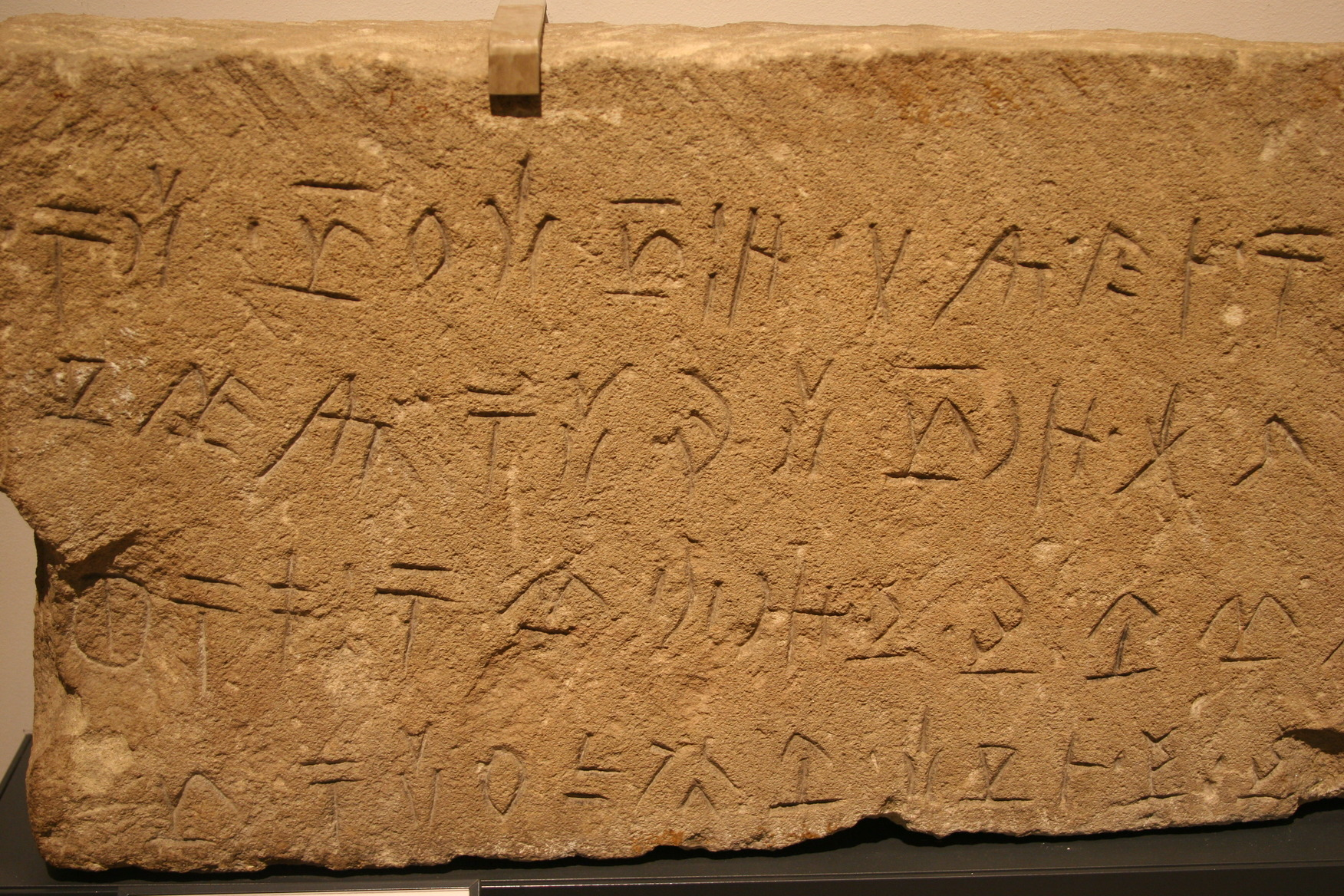
Escrita eteocipriota, Amathous, Chipre, 500–300 a.C., Ashmolean Museum

Uma língua extinta é uma língua sem descendentes vivos que não tem mais falantes de primeira ou segunda língua. Em contraste, uma língua morta é uma língua que não tem mais falantes de primeira língua, mas tem falantes de segunda língua ou é usada fluentemente na forma escrita, como o latim. Uma língua adormecida é uma língua morta que ainda serve como um símbolo de identidade étnica para um grupo étnico; Essas línguas estão frequentemente passando por um processo de revitalização. As línguas que têm falantes de primeira língua são conhecidas como línguas modernas ou vivas para contrastá-las com línguas mortas, especialmente em contextos educacionais.
No período moderno, as línguas foram tipicamente extintas como resultado do processo de assimilação cultural que levou à mudança linguística e ao abandono gradual de uma língua nativa em favor de uma lingua franca estrangeira, em grande parte as dos países europeus.
A partir dos anos 2000, um total de cerca de 7 000 línguas faladas nativas existiam em todo o mundo. A maioria delas são línguas menores em perigo de extinção; uma estimativa publicada em 2004 previa que cerca de 90% das línguas faladas atualmente teriam sido extintas até 2050.

## Morte da linguagem

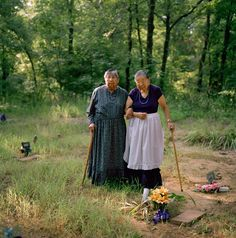
Irmãs Maxine Wildcat Barnett (1925–2021) (esquerda) e Josephine Wildcat Bigler (1921–2016); duas das últimas falantes idosas de Yuchi, visitando o túmulo de sua avó em um cemitério atrás da Capela Pickett em Sapulpa, Oklahoma. De acordo com as irmãs, sua avó insistiu que Yuchi fosse sua língua nativa.

Normalmente, a transição de uma língua falada para uma língua extinta ocorre quando uma língua sofre morte linguística ao ser diretamente substituída por uma diferente. Por exemplo, muitas línguas nativas americanas foram substituídas por holandês, inglês, francês, português ou espanhol como resultado da colonização europeia das Américas.
Em contraste com uma língua extinta, que não tem mais falantes, ou qualquer uso escrito, uma língua histórica pode permanecer em uso como uma língua literária ou litúrgica muito depois de deixar de ser falada nativamente. Essas línguas são às vezes também chamadas de "línguas mortas", mas mais tipicamente como línguas clássicas . O exemplo ocidental mais proeminente de tal língua é o latim , e casos comparáveis são encontrados ao longo da história mundial devido à tendência universal de reter um estágio histórico de uma língua como a língua litúrgica.
Numa visão que prioriza a representação escrita sobre a aquisição e evolução da linguagem natural, as línguas históricas com descendentes vivos que sofreram mudanças linguísticas significativas podem ser consideradas "extintas", especialmente nos casos em que não deixaram um corpus de literatura ou liturgia que permaneceu em uso generalizado, como é o caso do inglês antigo ou do alto-alemão antigo em relação aos seus descendentes contemporâneos, o inglês e o alemão.
Um certo grau de mal-entendido pode resultar da designação de línguas como o inglês antigo e o alto-alemão antigo como extintas, ou o latim morto, ignorando sua evolução como uma língua ou como muitas línguas. Isso é expresso no aparente paradoxo "O latim é uma língua morta, mas o latim nunca morreu." Uma língua como o etrusco , por exemplo, pode ser considerada extinta e morta: inscrições são mal compreendidas até mesmo pelos estudiosos mais experientes, e a língua deixou de ser usada em qualquer forma há muito tempo, de modo que não houve falantes, nativos ou não nativos, por muitos séculos. Em contraste, o inglês antigo, o alto-alemão antigo e o latim nunca deixaram de evoluir como línguas vivas, portanto, não se tornaram extintos como o etrusco. Ao longo do tempo, o latim passou por mudanças comuns e divergentes na fonologia, morfologia, sintaxe e léxico, e continua hoje como a língua nativa de centenas de milhões de pessoas, renomeadas como diferentes línguas e dialetos românicos (francês, italiano, espanhol, corso, asturiano, ladino, etc.). Da mesma forma, o inglês antigo e o alto-alemão antigo nunca morreram, mas se desenvolveram em várias formas de inglês e alemão modernos, bem como outras línguas relacionadas ainda faladas (por exemplo, escocês do inglês antigo e iídiche do alto-alemão antigo). Com relação à língua escrita, as habilidades de leitura ou escrita etrusca são praticamente inexistentes, mas pessoas treinadas podem entender e escrever inglês antigo, alto-alemão antigo e latim. O latim difere das contrapartes germânicas porque uma aproximação de sua forma antiga ainda é empregada até certo ponto liturgicamente. Esta última observação ilustra que para que o latim, o inglês antigo ou o alto-alemão antigo sejam descritos com precisão como mortos ou extintos, a língua em questão deve ser conceituada como congelada no tempo em um estado particular de sua história. Isso é realizado periodizando o inglês e o alemão como antigos; para o latim, um adjetivo esclarecedor adequado é clássico, que normalmente também inclui a designação de registro alto ou formal.

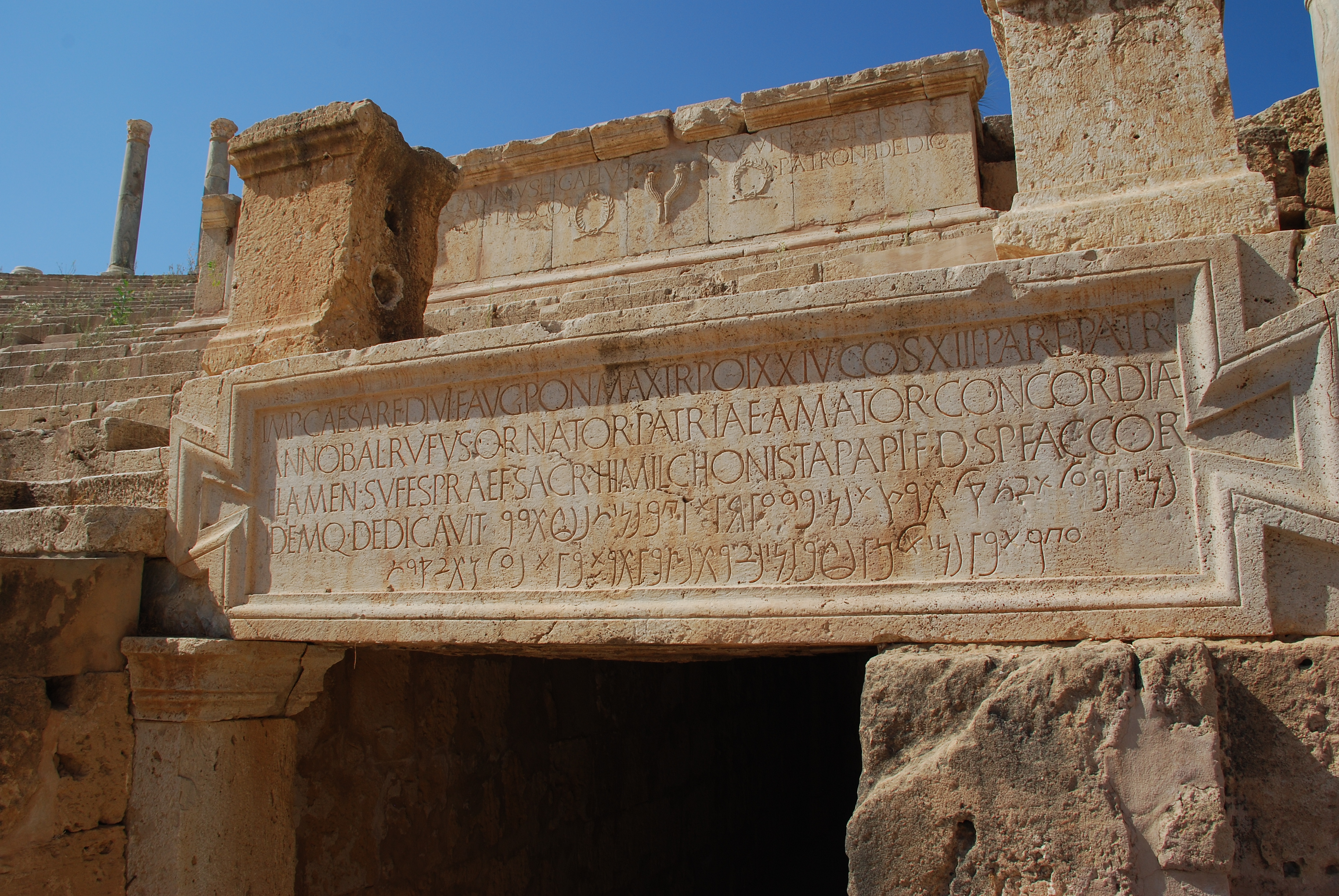
Inscrição púnica no teatro em Leptis Magna, na atual Líbia

As línguas menores estão ameaçadas principalmente devido à globalização econômica e cultural , assimilação cultural e desenvolvimento. Com a crescente integração econômica em escalas nacionais e regionais, as pessoas acham mais fácil se comunicar e conduzir negócios nas línguas francas dominantes do comércio mundial: inglês, mandarim , espanhol e francês.
Em seu estudo sobre a mudança de linguagem induzida por contato, os linguistas americanos Sarah Grey Thomason e Terrence Kaufman (1991) declararam que em situações de pressão cultural (onde as populações são forçadas a falar uma língua dominante), três resultados linguísticos podem ocorrer: primeiro – e mais comumente – uma população subordinada pode mudar abruptamente para a língua dominante, deixando a língua nativa para uma morte linguística repentina. Segundo, o processo mais gradual de morte da linguagem pode ocorrer ao longo de várias gerações. O terceiro e mais raro resultado é o grupo pressionado manter o máximo possível de sua língua nativa, enquanto toma emprestados elementos da gramática da língua dominante (substituindo toda ou partes da gramática da língua original). Uma língua agora desaparecida pode deixar um traço substancial como substrato na língua que a substitui. No entanto, também houve casos em que a língua de maior prestígio não deslocou a língua nativa, mas deixou uma influência superestrato . A língua francesa, por exemplo, mostra evidências de um substrato celta e de um superestrato franco.
Instituições como o sistema educativo, bem como formas de comunicação social (frequentemente globais) como a Internet, a televisão e a imprensa escrita desempenham um papel significativo no processo de perda da linguagem.  Por exemplo, quando as pessoas migram para um novo país, os seus filhos frequentam a escola no país, e as escolas tendem a ensiná-los na língua maioritária do país, em vez da língua materna dos seus pais.
A morte da língua também pode ser o objetivo explícito da política governamental. Por exemplo, parte da política de "matar o índio, salvar o homem" dos internatos indígenas americanos e outras medidas era impedir que os nativos americanos transmitissem sua língua nativa para a próxima geração e punir as crianças que falavam a língua de sua cultura de origem. A política da vergonha francesa também tinha o objetivo de erradicar as línguas minoritárias.

## Renascimento da linguagem
O renascimento da língua é a tentativa de reintroduzir uma língua extinta no uso cotidiano por uma nova geração de falantes nativos. O neologismo otimista "línguas da bela adormecida" tem sido usado para expressar tal esperança, embora os estudiosos geralmente se refiram a essas línguas como adormecidas.
Na prática, isso só aconteceu em grande escala com sucesso uma vez: o renascimento da língua hebraica. O hebraico sobreviveu por milênios desde o exílio babilônico como língua litúrgica, mas não como língua vernácula. O renascimento do hebraico foi amplamente bem-sucedido devido a condições extraordinariamente favoráveis, notadamente a criação de um estado-nação (o moderno Israel em 1948) no qual se tornou a língua oficial, bem como a extrema dedicação de Eliezer Ben-Yehuda ao renascimento da língua, criando novas palavras para os termos modernos que faltavam ao hebraico.
As tentativas de renascimento de línguas extintas menores sem status de língua litúrgica geralmente têm resultados mais modestos. O renascimento da língua córnica provou ser pelo menos parcialmente bem-sucedido: após um século de esforço, existem 3 500 falantes nativos reivindicados, o suficiente para a UNESCO mudar sua classificação de "extinto" para "criticamente ameaçado". Um movimento de renascimento da língua da Livônia para promover o uso da língua da Livônia conseguiu treinar algumas centenas de pessoas para ter algum conhecimento dela.